# Território da Capital Islamabade
O Território da Capital Islamabade (em urdu: وفاقی دارالحکومت) é uma subdivisão do Paquistão que engloba a capital Islamabade. Ao todo cobre uma área de  1 165,5 km². O território da capital foi estabelecido em 1960 consequente da anexação de parte das províncias Khyber Pakhtunkhwa e Panjabe.

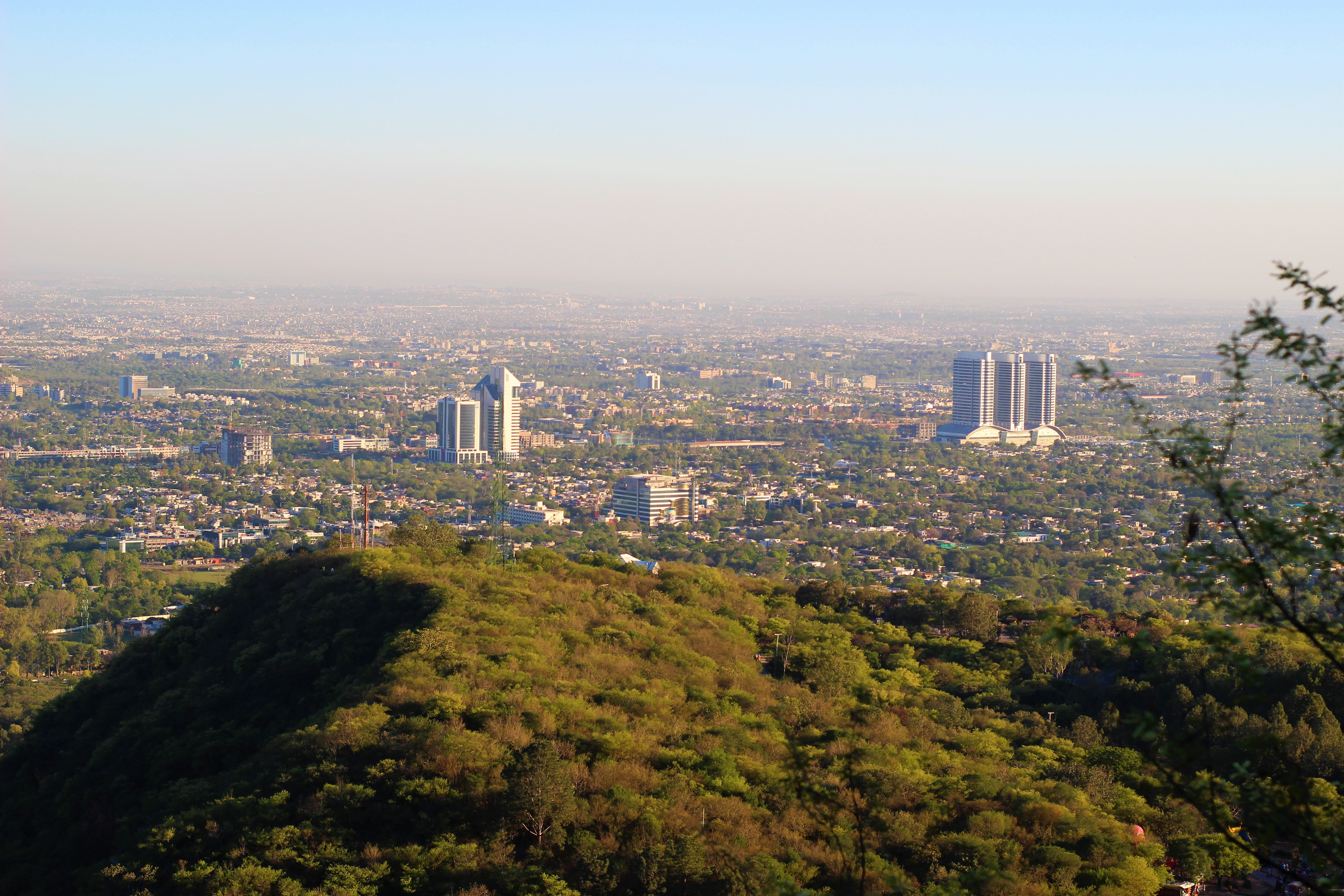
Vista aérea de Islamabad